# San Francisco de Yojoa (ort)
San Francisco de Yojoa är en ort i Honduras.   Den ligger i departementet Departamento de Cortés, i den västra delen av landet, 130 km nordväst om huvudstaden Tegucigalpa. San Francisco de Yojoa ligger 262 meter över havet och antalet invånare är 1 946.
Terrängen runt San Francisco de Yojoa är huvudsakligen kuperad, men norrut är den platt. Runt San Francisco de Yojoa är det ganska tätbefolkat, med 144 invånare per kvadratkilometer. Närmaste större samhälle är Santa Cruz de Yojoa, 8,0 km sydost om San Francisco de Yojoa.  